# Abbazia di Sainte-Marie de la Pierre-qui-Vire
L'abbazia di Sainte-Marie de la Pierre-qui-Vire è un'abbazia benedettina, è situata al centro del Morvan, nel sud del dipartimento francese della Yonne. È costruita in una località selvaggia e boscosa, su una riva del Trinquelin, piccolo torrente che scorre tra le rocce granitiche.
Il nome del luogo detto, Pierre-Qui-Vire, proviene da una caratteristica naturale. Si tratta di una roccia che, posta su un'altra, poteva essere messa in movimento dalla sola spinta di un uomo. Oggi la roccia è stata sigillata e sormontata da una statua della Vergine Maria.

## Storia
L'abbazia è stata fondata nel 1850, da padre Jean-Baptiste Muard (1809-1854), sacerdote dell'arcidiocesi di Sens. Desideroso di fondare una comunità religiosa, scopre la spiritualità di Benedetto da Norcia in occasione di un viaggio a Subiaco in Italia. Colpito dall'equilibrio di vita che propone tra lavoro e preghiera, rientra in Francia nel 1848 con i primi due compagni ed effettua il suo noviziato monastico presso la trappa di Aiguebelle. Nel 1850 installa la sua comunità nelle foreste del Morvan, su un terreno donato dalla famiglia di Chastellux, in località «La Pierre-qui-Vire».
Padre Muard muore il 19 giugno 1854 all'età di 45 anni.
Una ventina di fratelli compongono allora la comunità che conosce un'espansione rapida. Pur non essendo propriamente seguaci della restaurazione liturgica propugnata da dom Prosper Guéranger, lo stile liturgico dell'abbazia si ispirava a quello dell'abbazia di Solesmes. Nel 1859 si uniscono all'Ordine di San Benedetto (Congregazione sublacense).
Costretti all'esilio dal 1880 al 1904, la comunità ritorna nel suo monastero soltanto nel 1921 e non lo lascia più.
Gli edifici attuali furono costruiti tra il 1850 e il 1953. La chiesa, consacrata nel 1871, è stata profondamente rimaneggiata nel 1992. Nel 2006 e 2007 vengono intrapresi importanti lavori per mettere a norma la foresteria che era datata 1952.
Pierre-qui-Vire ha costruito numerosi monasteri in Francia e all'estero (Stati Uniti, Inghilterra, Vietnam, Madagascar, Congo).

## Oggi, la Pierre-qui-Vire
Un'abbazia è per vocazione un luogo di preghiera. È anche un luogo di lavoro, in particolare nel caso di un'abbazia benedettina o cistercense. La formula ora et labora (prega e lavora), benché non appaia nelle regole di Benedetto di Norcia, riassume bene le prescrizioni delle regole che predicano l'alternanza armoniosa della preghiera e del lavoro. Il lavoro ha un altro scopo, quello di permettere alla Comunità di soddisfare i suoi bisogni: «i monaci saranno realmente monaci se vivono con il lavoro delle loro mani» (cap.48).

### L'ospitalità
L'ospitalità è al primo posto nelle regole di Benedetto di Norcia, «Tutti gli ospiti saranno ricevuti come il Cristo» (Cap. 53). I monaci di Pierre-qui-Vire, infatti accolgono durante tutto l'anno (eccetto in gennaio), quelli che ne fanno richiesta. La foresteria (rimessa a norma nel 2006-2007) permette loro di accogliere una cinquantina di persone in ritiro spirituale, tra cui famiglie e gruppi.

### Stampa e libreria
Nel 1951 alcuni monaci dell'abbazia creano una raccolta d'arte, la Éditions Zodiaque. Parallelamente all'attività di edizione, installano una tipografia; questa funzionerà fino all'inizio degli anni 2000. Dinanzi alle difficoltà ed al costo di un irrinunciabile ammodernamento, i fratelli sono costretti a vendere le Éditions Zodiaque nel 2000.
Un edificio dell'abbazia raccoglie una libreria, che offre un'ampia scelta di lavori di fede e di spiritualità, così come prodotti dell'artigianato monastico e formaggi dell'azienda agricola. Nello stesso edificio un'esposizione illustra la storia del monachesimo e delle Regole di San Benedetto, presenta la fondazione dell'abbazia e permette un approccio interessante della vita monastica.

### L'azienda agricola dell'abbazia
Nel 1938 viene acquistata un'azienda agricola vicina all'abbazia, per essere sfruttata dai monaci. Alla fine degli anni cinquanta, l'abbazia aderisce all'INRA (Istituto nazionale della ricerca agronomica). L'azienda si dedica quindi all'agricoltura intensiva, compensando la povertà del suolo con il contributo massiccio di concime e di fertilizzanti chimici.
Ma nel 1970, l'abbazia mette fine alla sua collaborazione con l'INRA e si converte all'agricoltura biologica. A partire dagli anni ottanta, l'azienda agricola aderisce al marchio Bio-Bourgogne, si specializza nei formaggi di latte di mucca e dal 1994 nei formaggi di capra.
Nel 1988 l'azienda agricola è affidata ad una coppia di agricoltori, per proseguire l'ammodernamento.
Oggi, l'azienda agricola ha una proficua produzione alimentare, e mantiene quattro famiglie. Seimila formaggi Pierre-qui-Vire sono fabbricati ogni mese, il loro nome è ormai un marchio depositato e sono contrassegnati dall'etichetta AB (Agricoltura Biologica).

## Galleria d'immagini

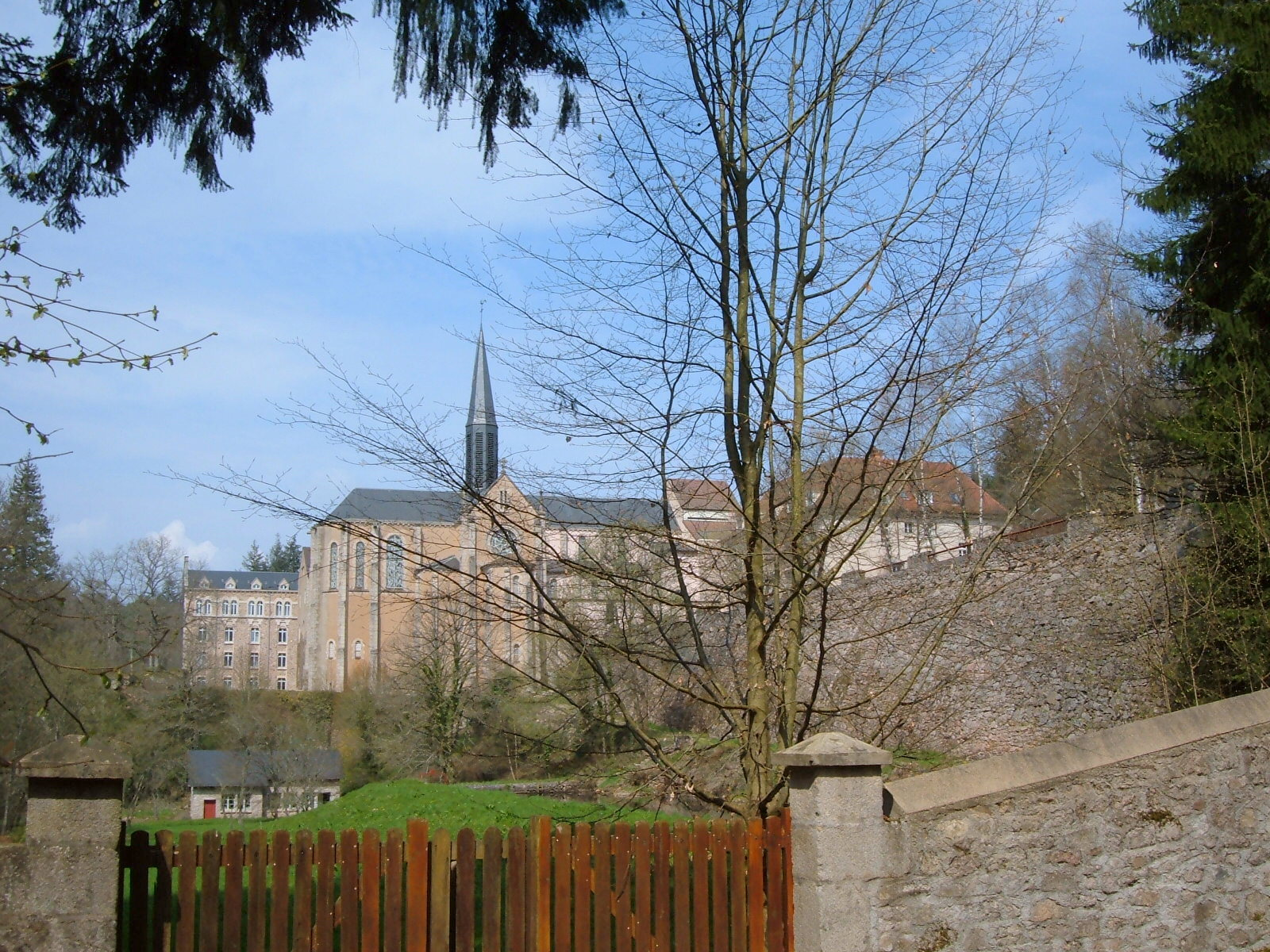
L'abbazia vista da Trinquelin
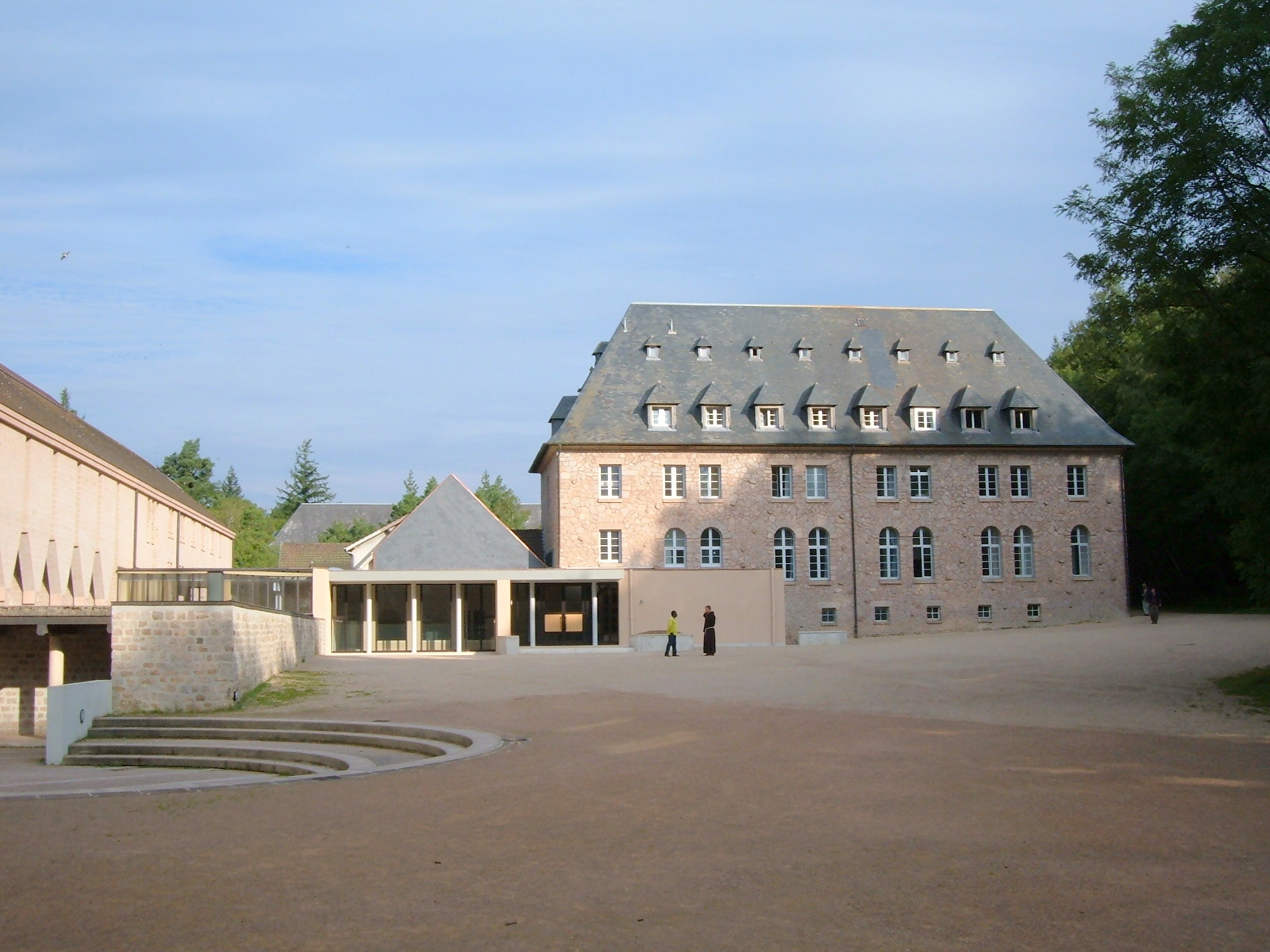
Il refettorio ed il settore alberghiero
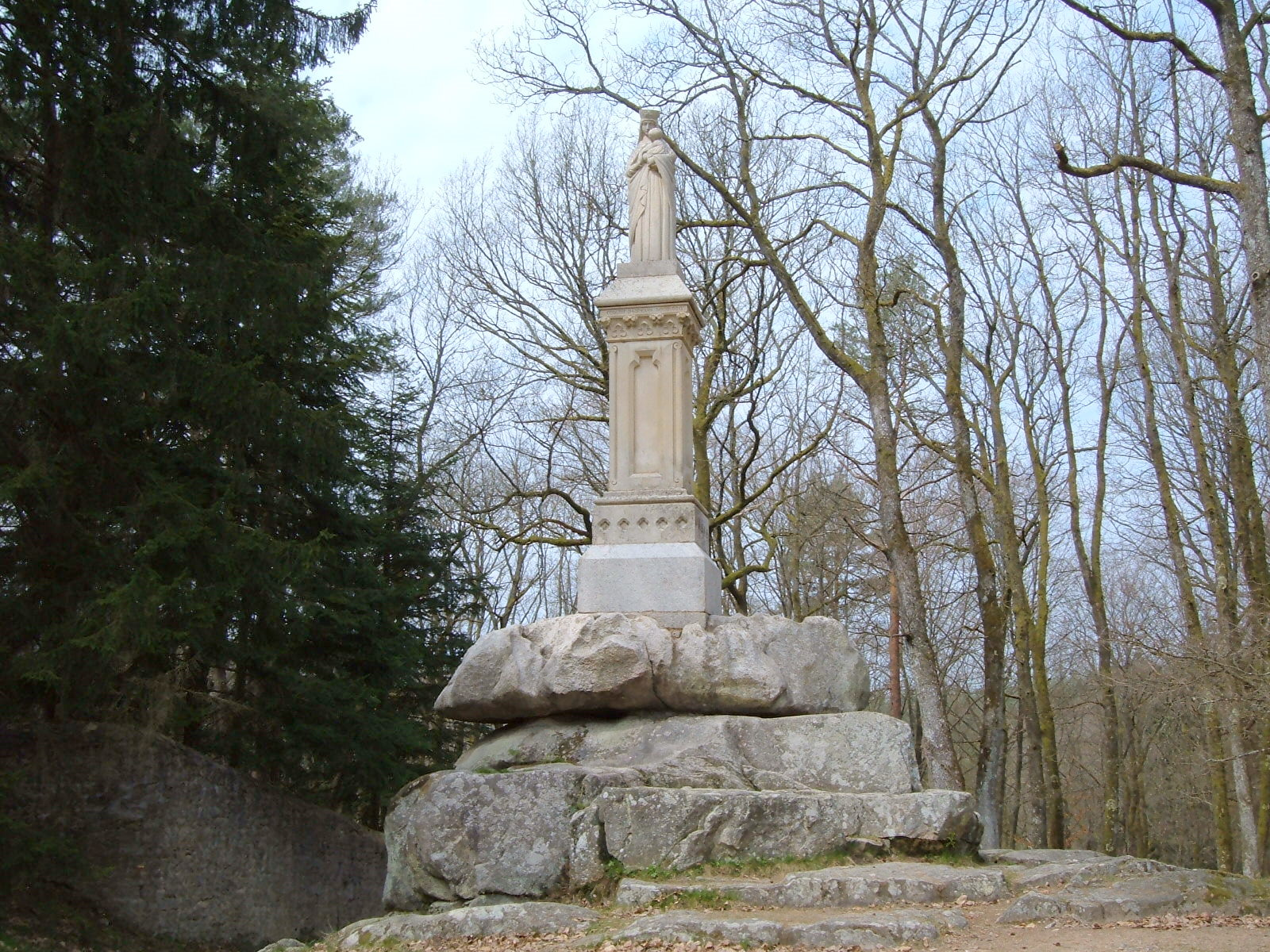
La Pierre-Qui-Vire e la statua del vergine
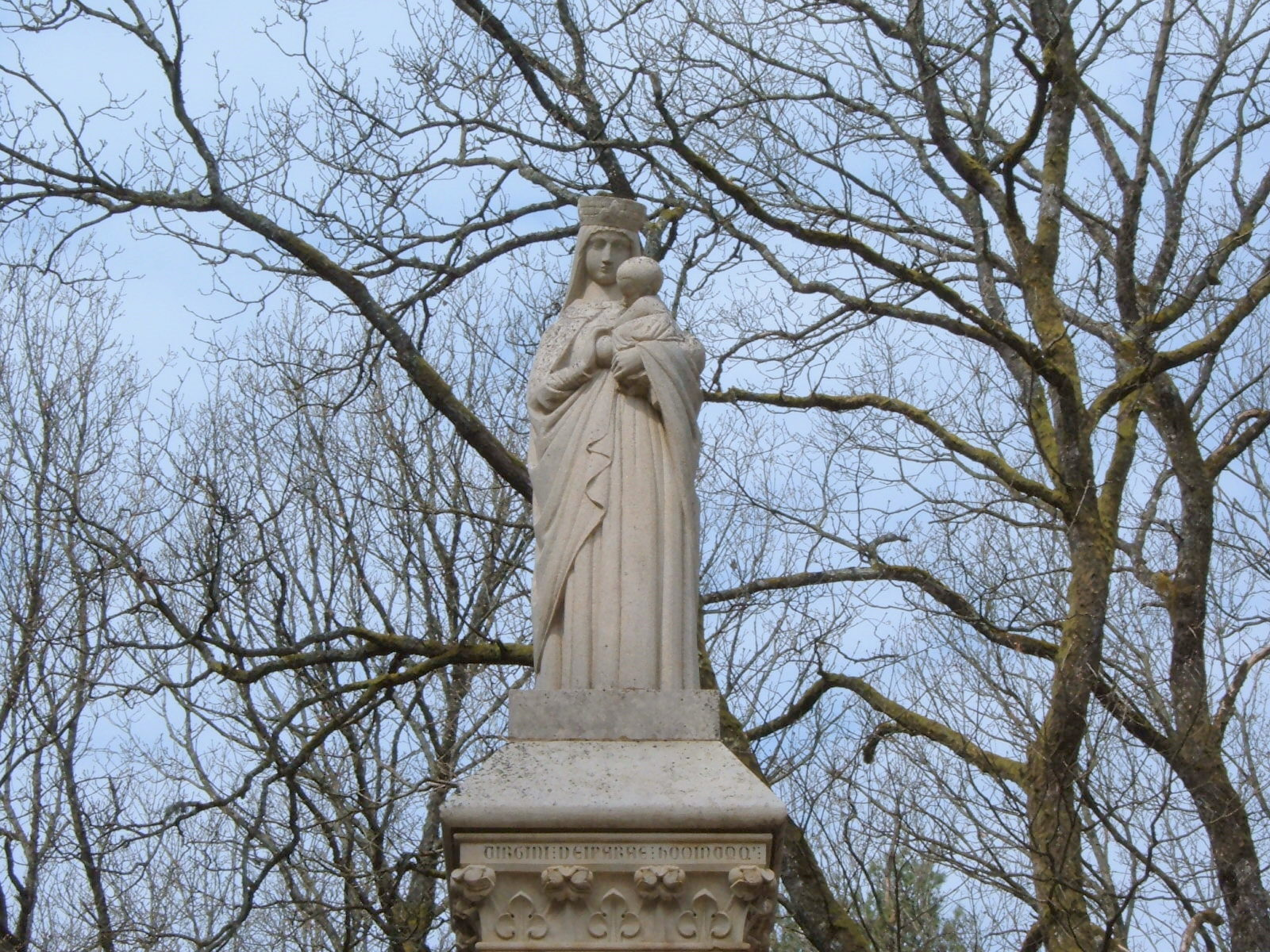
La statua del vergine

## Omonimia
"Abbazia di Pierre-Qui-Vire" è anche il nome dato a:
- un formaggio di Morvan
- Éditions Zodiaque, un'enciclopedia di arte romanica in Europa.